# La Roque-Esclapon
La Roque-Esclapon é uma comuna francesa na região administrativa da Provença-Alpes-Costa Azul, no departamento de Var. Estende-se por uma área de 26,98 km². Em 2010 a comuna tinha 259 habitantes (densidade: 9,6 hab./km²).